# Bog'Art
Bog'Art este o companie de construcții din România, deținută de omul de afaceri Raul Doicescu.
Compania este unul dintre cei mai mari constructori de pe piața locală, cu o cifră de afaceri de peste 50 milioane euro și cu circa 550 de angajați.
A fost implicată în ultimii ani în construcția unora dintre cele mai importante proiecte de birouri din București - Charles de Gaulle Plaza, Tower Center International, Victoria Park și Cascade Business Center.